# Lågspänning

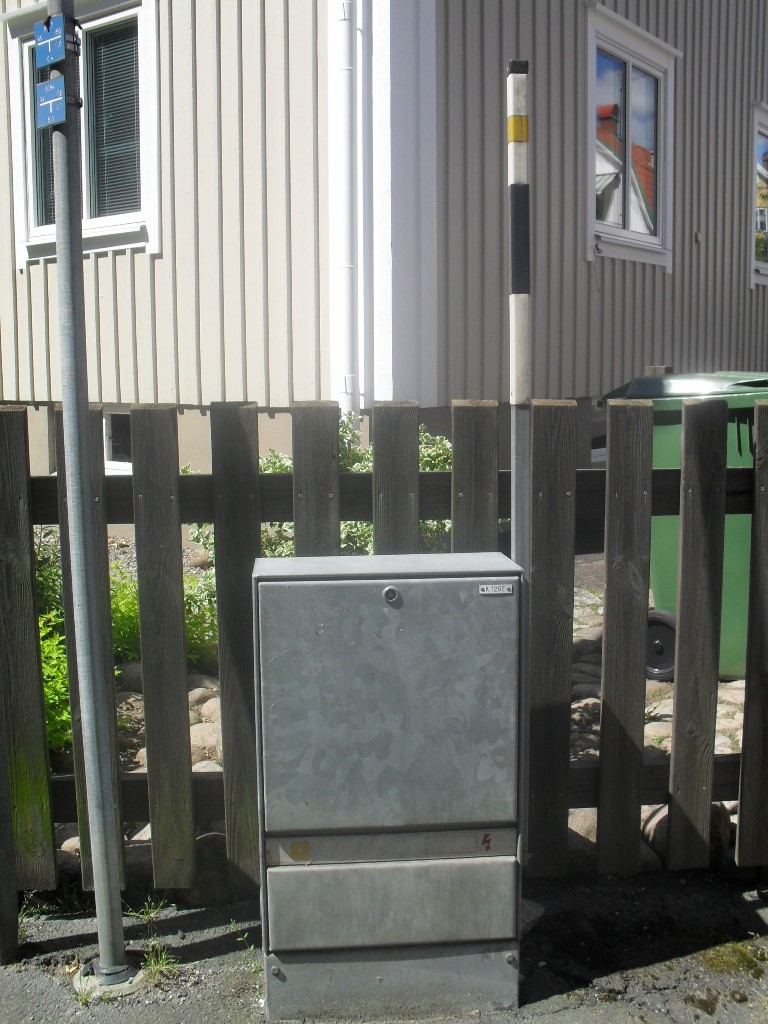
I kabelskåpen är det lågspänning, trefas med 400 volt.

Lågspänning är enligt svenska elsäkerhetsbestämmelser en elektrisk spänning om högst 1000 V växelspänning eller högst 1500 V likspänning.  Lågspänning är livsfarlig och kan döda om man kommer i kontakt med den och utsätts för en strömgenomgång.
Nätspänning, det vill säga spänningen i det allmänna elnätet, är ett exempel på "lågspänning" som dessutom är dödligt farlig.
Elektriska säkerhetskoder definierar "lågspännings"-kretsar som är undantagna från det skydd som krävs vid högre spänningar. Dessa definitioner varierar beroende på land och specifika koder eller bestämmelser. 

## IEC-definition
International Electrotechnical Commission (IEC) standard IEC 61140:2016 definierar lågspänning som 0 till 1 000 V AC RMS eller 0 till 1 500 V DC. Andra standarder som IEC 60038 definierar lågspänning i matningssystemet som spänning i intervallet 50 till 1 000 V AC eller 120 till 1 500 V DC i IEC Standard Voltages som definierar spänningar i kraftdistributionssystem runt om i världen.
I elektriska kraftsystem hänvisar lågspänning oftast till nätspänningar som används av hushålls- och lättindustriella och kommersiella konsumenter. "Låg spänning" i detta sammanhang ger fortfarande risk för elektriska stötar, men endast en mindre risk för ljusbågar genom luften.

## Storbritannien
British Standard BS 7671, Requirements for Electrical Installations. IET Wiring Regulations definierar matningssystemets lågspänning som:
över 50 V AC eller 120 V rippelfri DC. men inte överstigande 1000 V AC eller 1500 V DC mellan ledare, eller 600 V AC eller 900 V DC mellan ledare och jord. 
Kravet på rippelfri likström gäller endast för 120 V DC, inte för någon DC-spänning över det. Till exempel, en likström som överstiger 1500 V under spänningsfluktuationer kategoriseras inte som lågspänning.

## USA
Inom elektrisk kraftdistribution definierar US National Electrical Code (NEC), NFPA 70, artikel 725 (2005), låg distributionssystemspänning ( LDSV) som upp till 49 V.
NFPA - standarden 79 artikel 6.4.1.1 definierar distributionsskyddad extra låg spänning (PELV) som en nominell spänning på 30 Vrms eller 60 V DC rippelfri för torra platser och 6 Vrms eller 15 V DC i alla andra fall.
Standard NFPA 70E, Artikel 130, 2021 Edition, utesluter strömförsörjda elektriska ledare och kretsdelar som arbetar på mindre än 50 V från dess säkerhetskrav för arbete som involverar elektriska risker när ett elektriskt säkert arbetstillstånd inte kan fastställas.
UL-standard 508A, artikel 43 (tabell 43.1) definierar 0 till 20 V topp / 5 A eller 20,1 till 42,4 V topp / 100 VA som lågspänningsbegränsad energi (LVLE) kretsar.